# 詹卢卡·拉帕杜拉
詹卢卡·拉帕杜拉·巴尔加斯（義大利語：Gianluca Lapadula Vargas；1990年2月7日—），秘鲁足球运动员，現效力於意乙球會史柏斯亞，司职前锋。代表秘魯國家足球隊參加國際比賽。
拉帕杜拉生于都灵，父亲是意大利普利亚大区人，母亲是秘鲁人。少年时代，他在尤文图斯青训营踢足球，后来被除名。辗转效力科莱尼奥天堂、特雷维索、普罗韦尔切利和伊夫雷阿之后，他加盟意甲球队帕爾馬。帕尔马先后将他租借给了罗马竞技、拉文纳和聖馬力諾。在圣马力诺，拉帕杜拉一个赛季打入24球，排名射手榜第一位。意乙球队切塞纳随即买下了他的一半所有权。但是在切塞纳和弗羅西諾內，他的表现都不尽如人意。2013年夏天，他前往斯洛文尼亚，租借加盟戈里察，一年后返回意大利，租借加盟泰拉莫。在泰拉莫，他夺得意丙一赛季最佳射手，帮助球队取得联赛头名。但由于球队涉嫌操纵比赛，球队失去了升入意乙的机会。他随后加盟意乙球队佩斯卡拉，夺得意乙金靴，帮助球队冲上意甲。2016年夏天，拉帕杜拉加盟米兰，穿上球队9号。
拉帕杜拉长期在低级别足球联赛踢球，26岁时才第一次参加意甲联赛。2016年11月，他第一次被召入意大利国家足球队。2020年11月，他第一次代表秘鲁国家足球队。

## 早期生涯
詹卢卡·拉帕杜拉生于意大利都灵菲拉德尔菲亚区，是一个混血儿。他的父亲来自意大利普利亚大区的法萨诺，母亲是秘鲁人。拉帕杜拉的哥哥大卫是一名业余球员，司职前锋。他还有一个妹妹。
菲拉德尔菲亚区的居民大多支持都灵队，拉帕杜拉喜欢的球队则是尤文图斯，他的足球偶像是皮耶罗。1996年，他加入了尤文图斯青训营。那时，他练的位置是守门员和前腰。然而，2004年他被俱乐部扫地出门，理由是学习成绩不好。
离开尤文图斯后，拉帕杜拉加盟了科莱尼奥天堂业余体育俱乐部（Associazione Sportiva Dilettantistica Collegno Paradiso），踢了两年球。2006年，他改投意乙球队特雷维索。2007年夏天，拉帕杜拉加盟意丙二球队普罗韦尔切利。2008年夏天，他转投意丙一的伊夫雷阿足球俱乐部，赛季末，俱乐部破产。巧合的是，特雷维索也在这个赛季末破产，一年之后普罗韦尔切利同样破产。

## 俱樂部生涯

### 帕尔马
2009年8月，意甲俱乐部帕爾馬足球會签下拉帕杜拉。当时帕尔马大量签入拉帕杜拉这样的年轻球员，为的是将他们外租，以便将来身价上涨之后转手卖出。这种转会操作后来成了帕尔马破产的导火索之一。
加盟帕尔马之后，拉帕杜拉在帕尔马青年队度过了头一个赛季。2010年7月，帕尔马把他租给了意丙一球队罗马竞技。2010年8月8日，他首次代表罗马竞技上场比赛，参加2010年至2011年意大利杯第一轮的比赛。经过加时赛，罗马竞技1比2告负。那也是拉帕杜拉代表罗马竞技打的唯一一场正式比赛。2011年1月，他又被改而租给了另一支意丙一球队拉文纳。在拉文纳，拉帕杜拉打进了自己职业生涯的第一粒进球。巧合的是，拉帕杜拉这个赛季效力的两家俱乐部在一年之内都破了产。
2011年夏天，拉帕杜拉被帕尔马租借到意丙二的聖馬力諾足球會。这个赛季，他发挥出色，35场联赛打入24球，成为了意丙二A组的最佳射手。他的表现赢得了关注。2012年夏天，意乙联赛球队切塞纳决定从帕尔马买下拉帕杜拉的一半所有权，拉帕杜拉穿上了切塞纳的9号球衣。但是，拉帕杜拉在切塞纳表现不佳，半个赛季出场9次，一球未进。冬季转会窗，他被租给了意丙一的弗羅西諾內。但是拉帕杜拉仍然表现不佳，半个赛季上场6次，没有进球。赛季末，切塞纳解除了与帕尔马共享拉帕杜拉的合约，拉帕杜拉回到帕尔马。
2013年夏天，帕尔马把拉帕杜拉送到了斯洛文尼亚，将他租借给球队的卫星俱乐部戈里察。拉帕杜拉表现不错，28场斯洛文尼亞足球甲級聯賽比赛中打入了11粒进球。之后的2014至2015赛季，拉帕杜拉再一次被租借到第三级联赛，加盟意丙泰拉莫。整个赛季，他出场44次，打入20粒进球，帮助球队排名B组第一名，队史上首次赢得征战意乙的机会。然而，意大利足协判定泰拉莫俱乐部操纵比赛，剥夺了俱乐部的升级资格和B组冠军头衔。这个夏天，帕尔马由于财政问题破产，所有球员全都获得自由身，拉帕杜拉自由转会加盟意乙球队佩斯卡拉。

### 佩斯卡拉
2015年7月，拉帕杜拉自由加盟佩斯卡拉，与俱乐部签约四年。赛季之初，拉帕杜拉并不是球队的锋线首选，球队从维琴察买来的安德烈·科科占据着首发位置，科科是前一个赛季意乙并列最佳射手。不过，科科后来受伤无法上场，拉帕杜拉得到了首发机会。赛季中，他出色的表现吸引了秘鲁国家足球队的注意，秘鲁国家队派教练来到佩斯卡拉，想劝说拉帕杜拉代表秘鲁征战国际比赛。但是，拉帕杜拉希望争取入选意大利国家足球队，因而拒绝了秘鲁的邀约。这个赛季中，他联赛出场44次，打进30粒进球，成为意乙最佳射手，此外还有12次助攻。意乙附加赛中，他在四场比赛中打进三球，帮助佩斯卡拉重返意甲。

### AC米兰
2016年夏天，意甲尤文图斯、那不勒斯、热那亚、拉齐奥和英超联赛的热刺、莱斯特城等球队都加入了对拉帕杜拉的争夺。最后签下拉帕杜拉的却是米兰队。2016年6月24日，米兰官方宣布与拉帕杜拉签约，合同至2021年6月30日，据称转会费为900万欧元，分三年偿付，拉帕杜拉的年薪为120万欧元。拉帕杜拉原本接近加盟尤文图斯、那不勒斯，但是米兰承诺会让他在球队进攻体系中扮演重要角色，拉帕杜拉于是选择了米兰。
2016年8月27日，2016至2017赛季意甲联赛第2轮，拉帕杜拉迎来处子秀，比赛第86分钟替补苏索上场。那场比赛，米兰被罚下两人，最终2比4客场不敌那不勒斯。米兰的锋线主力是巴卡，拉帕杜拉作为替补，上场机会并不多。9月16日联赛第4轮客战桑普多利亚，拉帕杜拉首次代表米兰首发出场。11月6日联赛第12轮，球队作客西西里挑战巴勒莫，拉帕杜拉在第79分钟替补出场，随即完成绝杀，帮助球队拿到3分。这是他的意甲首球。11月26日客场与恩波利比赛中，拉帕杜拉梅开二度。12月4日主场与克罗托内的比赛，拉帕杜拉再次打入绝杀球，助球队取胜。

## 国家队生涯
由于拉帕杜拉的母亲是秘鲁人，他本可以为秘魯國家足球隊出战。2016年夏天，秘鲁国家队想征召他参加百年美洲盃，但是拉帕杜拉决定等待代表意大利国家足球队踢球的机会。他从小在意大利长大，一直没有去过秘鲁，也不大懂秘鲁人的西班牙语，更不熟悉秘鲁文化。
2016年11月7日，拉帕杜拉得到了意大利国家足球队的征召。那时意大利队要备战与列支敦士登的2018年世界盃外圍賽，随后还要与德国队踢一场熱身賽。由于那不勒斯前锋加比亞迪尼受伤，主教练文图拉决定让拉帕杜拉入队顶替。这时他刚刚在米兰打进了自己的意甲首球，一共才踢了6场意甲比赛，只有2场是首发出场，比赛时间一共只有153分钟。
2020年11月，他第一次代表秘鲁国家足球队。

## 场外
2014年5月，泰拉莫俱乐部在球场内庆祝升入意乙的时候，拉帕杜拉向女友求婚，女友答应了他。

## 出场纪录

### 俱乐部
最後更新：2017年4月10日
| 俱乐部            | 赛季     | 联赛     | 联赛 | 联赛 | 国内杯赛 | 国内杯赛 | 欧战 | 欧战 | 其他 | 其他 | 总计 | 总计 |
| 俱乐部            | 赛季     | 级别     | 出场 | 进球 | 出场     | 进球     | 出场 | 进球 | 出场 | 进球 | 出场 | 进球 |
| ----------------- | -------- | -------- | ---- | ---- | -------- | -------- | ---- | ---- | ---- | ---- | ---- | ---- |
| 普罗韦尔切利      | 2007–08  | 意丙二   | 4    | 0    | 0        | 0        | –    | –    | 0    | 0    | 4    | 0    |
| 伊夫雷阿          | 2008–09  | 意丙一   | 18   | 0    | 2        | 0        | –    | –    | 0    | 0    | 20   | 0    |
| 罗马竞技 (租借)   | 2010–11  | 意丙一   | 0    | 0    | 1        | 0        | –    | –    | 0    | 0    | 1    | 0    |
| 拉文纳 (租借)     | 2010–11  | 意丙一   | 7    | 1    | 0        | 0        | –    | –    | 0    | 0    | 7    | 1    |
| 聖馬力諾 (租借)   | 2011–12  | 意丙二   | 35   | 24   | 0        | 0        | –    | –    | 0    | 0    | 35   | 24   |
| 切塞纳            | 2012–13  | 意乙     | 9    | 0    | 2        | 1        | –    | –    | 0    | 0    | 11   | 1    |
| 弗羅西諾內 (租借) | 2012–13  | 意丙一   | 6    | 0    | 0        | 0        | –    | –    | 0    | 0    | 6    | 0    |
| 戈里察 (租借)     | 2013–14  | 斯甲     | 28   | 11   | 4        | 3        | –    | –    | 0    | 0    | 32   | 14   |
| 泰拉莫 (租借)     | 2014–15  | 意丙     | 38   | 21   | 1        | 2        | –    | –    | 2    | 1    | 41   | 24   |
| 佩斯卡拉          | 2015–16  | 意乙     | 40   | 27   | 2        | 0        | –    | –    | 4    | 3    | 46   | 30   |
| 米兰              | 2016–17  | 意甲     | 20   | 5    | 1        | 0        | –    | –    | 1    | 0    | 22   | 5    |
| 生涯总计          | 生涯总计 | 生涯总计 | 205  | 89   | 13       | 6        | —    | —    | 7    | 4    | 225  | 99   |

1. ↑  2015－16赛季意乙升降级附加赛（英语：2015–16 Serie B）
2. ↑  2016年意大利超级杯（英语：2016 Supercoppa Italiana）

## 荣誉

### 俱乐部
戈里察
- 斯洛文尼亞盃：2013–14（英语：2013–14 Slovenian Football Cup）[25]

米兰
- 意大利超級盃：2016（英语：2016 Supercoppa Italiana）[25]

### 个人
- 意大利職業足球聯賽最佳射手：2014–15（英语：2014–15 Lega Pro） （A组，24球）
- 意大利足球乙级联赛最佳射手：2015–16（英语：2015–16 Serie B） （27球）[26]